# Ouk Sreymom
Ouk Sreymom (em quemer:  អ៊ុក ស្រីមុំ; Camboja, 3 de Abril de 1975) é uma jogadora de petanca nascida no Camboja.

## Biografia
No Campeonato Mundial de Petanca, Sreymom conquistou ouro na categoria individual em 2017. Ela também conquistou ouro na categoria tiro de precisão em 2021 e três medalhas de bronze na categoria tripla em 2013, 2017 e 2019. Nos Jogos Mundiais de 2022, em Birmingham, Alabama, Sreymom ganhou medalhas de ouro nas categorias tiro de precisão e duplas.